# Bai Panya
Bai Panya est un village du Cameroun situé dans le département de la Meme et la Région du Sud-Ouest. Il fait partie de la commune de Mbonge.

## Population
On y a dénombré 320 habitants en 1967, principalement des Bai Balong.
Lors du recensement national de 2005, la localité comptait 3 284 habitants.